# Fédération Gabonaise de Football
Die Fédération Gabonaise de Football (FGF) ist der Dachverband des Fußballs in Gabun. Er hat seinen Sitz in der Hauptstadt Libreville.
Der FGF ist seit 1966 Mitglied der FIFA und seit 1967 Mitglied des afrikanischen Fußballverbandes CAF. Der Verband schloss sich zudem dem Fußballverband Zentralafrikas (UNIFFAC) an.

## Ligen und Wettbewerbe
- Championnat National de Division

## Nationalmannschaften
- Gabunische Fußballnationalmannschaft der Männer
- Gabunische Fußballnationalmannschaft der Frauen